# Pfarrkirche St. Jakobus Major und St. Barbara (Dietwil)

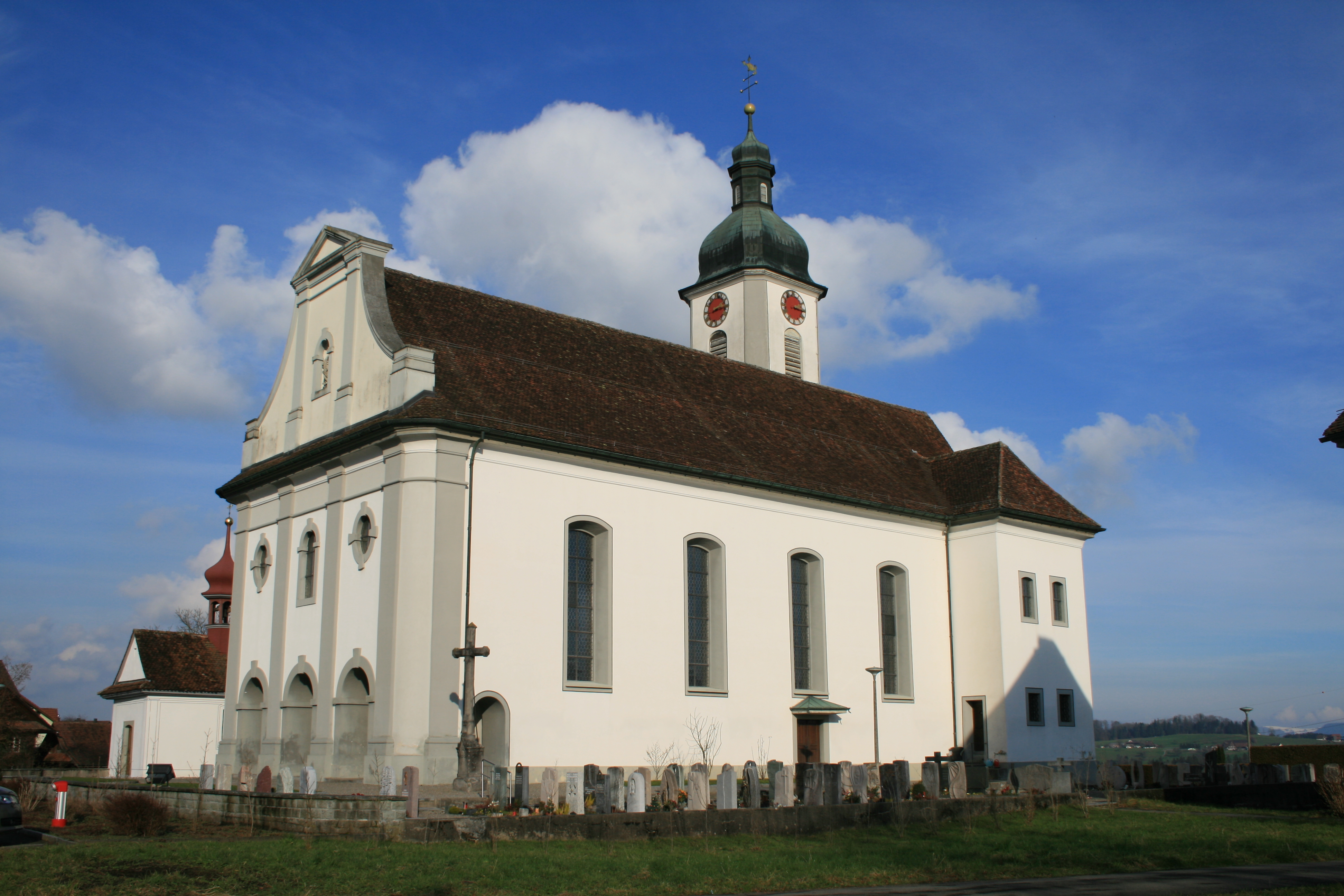
Pfarrkirche

Die Pfarrkirche St. Jakobus Major und St. Barbara ist die römisch-katholische Pfarrkirche von Dietwil im Kanton Aargau. Das barocke Bauwerk entstand in den Jahren 1780/81 und ersetzte den Vorgängerbau aus dem 15. Jahrhundert. Die Saalkirche ist ein Kulturgut von nationaler Bedeutung. Sie bildet zusammen mit der Beinhauskapelle und dem Pfarrhaus eine historische, von einer Mauer umschlossene Gebäudegruppe.

## Geschichte

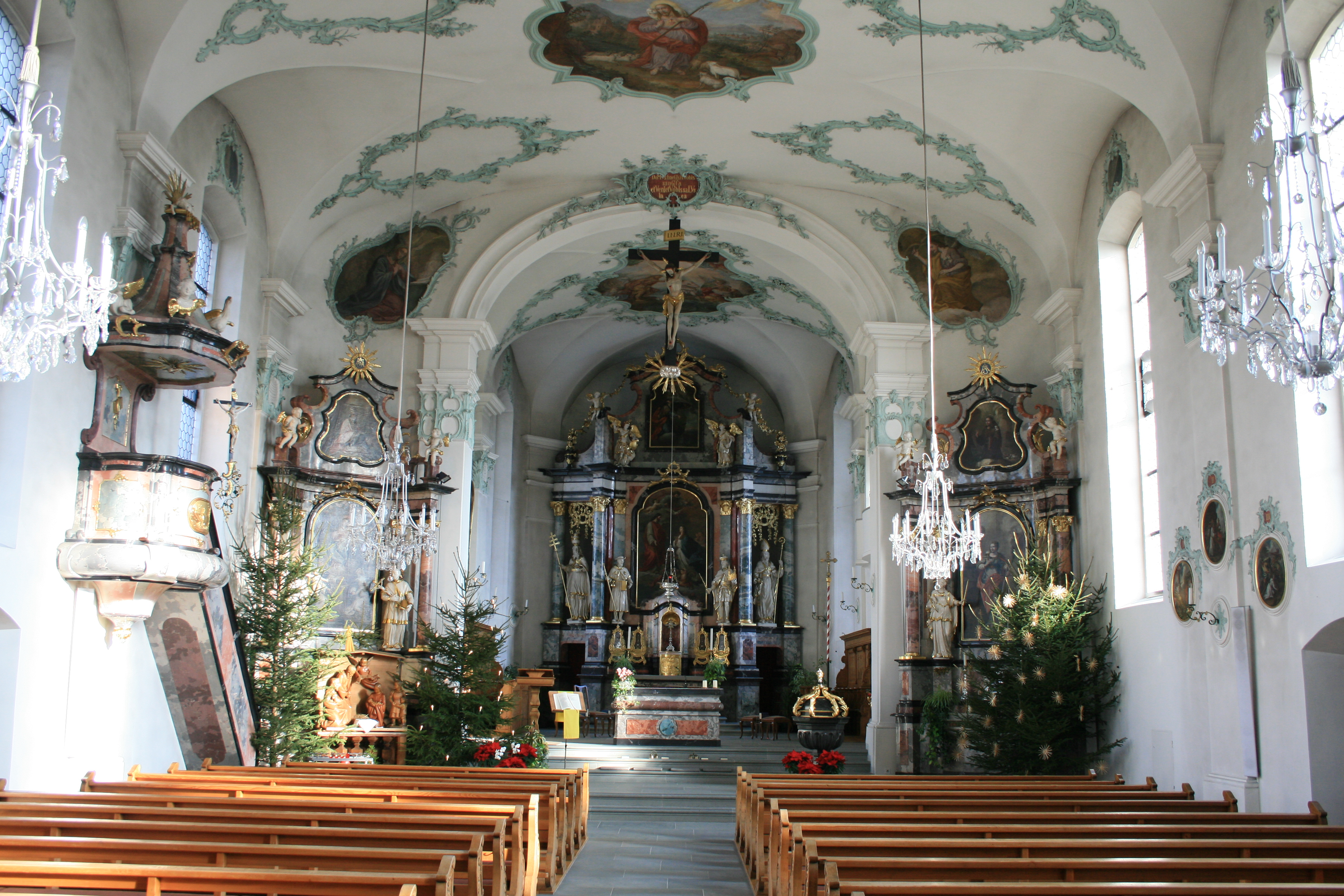
Das Kirchenschiff mit dem Chor

In einem Jahrzeitbuch aus dem Jahr 1145 erfolgte die erste urkundliche Erwähnung der Kirche, die den Heiligen Jakobus und Barbara geweiht ist. 1370 ging das Kirchenpatronat von den Herren von Reussegg an die Johanniterkommende im nahe gelegenen Hohenrain über, 1806 erwarb es die Gemeinde selbst. 1456 erfolgte ein Um- oder Neubau der Kirche, da aus jener Zeit ein Streit zwischen Kollator und Kirchgenossen überliefert ist, den der Rat der Stadt Luzern schlichten musste. In diesem Zusammenhang entstand der heute noch existierende Unterbau des Kirchturms. Ein weiterer Umbau fand 1651/52 statt, wobei man das Kirchenschiff verlängerte und erhöhte.
Im März 1779 beschloss die Gemeinde den Bau einer neuen Kirche. Der Pfarrer und der Untervogt unternahmen eine Bettelfahrt und konnten auf diese Weise einen grossen Betrag sammeln. Beiträge leisteten unter anderem die Klöster Muri, St. Urban, Engelberg und Wettingen sowie die eidgenössischen Orte Zürich, Bern, Luzern, Schwyz, Zug und Unterwalden. Hinzu kamen Spenden und Fronarbeit der Kirchgenossen. Die Bauarbeiten in den Jahren 1780/81 standen unter der Leitung der Brüder Vitus und Franz Joseph Rey aus Muri. Insgesamt betrugen die Bau- und Ausstattungskosten 12'962 Gulden und 36 Batzen. Am 24. August 1791 erfolgte die Einweihung durch den Nuntius Joseph Vinci.
Die erste Innenrenovation fand zwischen 1861 und 1868 statt, wobei Joseph Balmer die Hauptbilder der drei Altäre ersetzte. Eine weitere Innenrenovation folgte 1891. Nachdem 1915 der Kirchturm renoviert worden war. Der Architekt Alois Stadler leitete 1931 eine Aussen- und 1937/38 eine weitere Innenrenovation. Nach der erneuten Aussenrenovation im Jahr 1974 stellte man Kirche, Beinhaus und Pfarrhaus unter Denkmalschutz. 1979/80 wurde das Innere vollständig renoviert.

## Bauwerk

### Äusseres
Die Pfarrkirche von Dietwil ist eine geostete barocke Saalkirche, die als eine der ersten im Aargau klassizistische Elemente aufweist. Der Saal und der eingezogene Chor liegen unter einem durchlaufenden Satteldach. Auf seiner Südseite wird der Chor von einer zweigeschossigen Sakristei flankiert, auf seiner Nordseite vom Kirchturm. An der Westfassade umrahmen sechs Lisenen drei gleich breite Achsen sowie die verschliffenen Ecken. Die drei übrigen Fassaden sind glatt und weisen einfache Stichbogenfenster auf.
Das oberste Geschoss des Turms enthält die Glockenstube, darüber sitzt eine geschweifte Haube mit zwiebelförmiger Laterne. In der Glockenstube hängen in einem Holzglockenstuhl vier Glocken, darunter zwei historische aus den Jahren 1491 und 1492 und zwei, die grösste und die kleinste, aus dem Jahr 1870, die von H. Rüetschi gegossen wurden. Das Geläut ist auf die Töne es′ – as′ – c″ – es″ gestimmt.

### Inneres
Im Innern der vierjochigen Kirche tragen komposite Pilaster das korbbogenförmige Gewölbe. Die untere, von toskanischen Säulen getragene Empore an der Westseite wölbt sich nach vorne, während die obere zurückflieht. Die Seitenwände verschleifen sich mit der Wand des Chorbogens. An der Decke, umrahmt von Rocaille-Stuckaturen, sind fünf Freskengemälde des Malers Antoni Schueler zu sehen. Sie stellen die Tempelreinigung, das Heilige Abendmahl, den Guten Hirten, die Verkündigung der Maria und die Taufe Christi dar.
Von den Brüdern Joseph und Jacob Scharpf stammen die aus Stuckmarmor gefertigten Aufbauten des Hochaltars und der beiden abgewinkelten Seitenaltäre. Das Hauptbild des Hochaltars (gemalt von Joseph Balmer) zeigt Marias Aufnahme im Himmel, das Oberblatt (gemalt von Schueler) den Apostel Jakob. Vier Statuen aus Elfenbein und Gold flankieren das Hauptblatt; sie stellen die Heiligen Urban und Niklaus, den Apostel Jakobus und Kaiser Heinrich II. dar. Den Rosenkranzaltar flankieren Statuen der Heiligen Josef von Nazaret (mit Jesuskind) und Aloisius von Gonzaga, den Barbara-Altar Statuen der Heiligen Barbara und Katharina.
Wer die Statuen schuf, ist nicht bekannt. Ausser den Altären schufen die Brüder Scharf schufen auch die Kanzel, mit ovalen Korpus, dickem Sockelwulst und goldenen Reliefs. Während der Marmor des Hochaltars und der Kanzel gefärbt ist, besteht der Taufstein aus schwarzem Marmor. Im Chor befindet sich ein zweiteiliges Chorgestühl mit je sechs Sitzen. 
Orgel
Eine erste Orgel erhielt die Kirche 1812, sie wurde von Josef Willimann aus Rickenbach gebaut. Eine zweite Orgl folgte 1878, erbaut von Blasius Braun aus Balingen. Das heutige Instrument stammt aus dem Jahr 1938, es wurde von Orgelbau  Willisau gebaut. Anlässlich einer Revision im Jahr 1980 wurde die Orgel durch Orgelbau Cäcilia, Luzern teilweise umgebaut. 2002 erfolgte eine Restaurierung durch Orgelbau Kuhn, Männedorf. Am 3. November 2002 wurde die sanierte Orgel eingeweiht.

## Nachweise
1. ↑  Dietwil (AG), Pfarrkirche St. Barbara, auf youtube.com
2. ↑  Orgelverzeichnis Schweiz und Liechtenstein: Kath. Kirche Dietwil AG; hier auch die Disposition des Instruments

Koordinaten: 47° 8′ 51,4″ N, 8° 23′ 34,4″ O; CH1903: 672377 / 222287